# Janusz Kica
Janusz Kica, poljski gledališki režiser, * 1957, Vroclav.
Gledališko režijo je študiral na Jagelonski univerzi v Krakovu. Njegov prvi režiserski mentor je bil Jerzy Jarocki, s katerim je kasneje sodeloval še v Nemčji in Švici. Zaradi vojaškega udara generala Jaruzelskega leta 1981 je ostal v Nemčiji, kjer je študiral zgodovino in umetnostno zgodovino. Debitiral je v gledališču Wuppertaler Bühnen, ki je zaslovel po zaslugi Pine Bausch. Z njo ni delal, njeno delo je, takrat še kot asistent, lahko spremljal le od zunaj. Za pomembno šteje svoje učenje pri delu s Petrom Steinom v Salzburgu zaradi njegovega izrednega smisla za obravnavo dramskih tekstov. Delal je še v Avstriji, na Madžarskem in Hrvaškem. V Sloveniji, kamor ga je povabil Tomaž Pandur, takratni ravnatelj Drame SNG Maribor, je prvič režiral leta 1993 in sicer Dumasove Tri mušketirje za taisto ustanovo. Za usodni šteje svoje srečanji z Janezom Pipanom in Primožem Beblerjem. Do leta 2016 je na Slovenskem režiral 27 predstav.
Svojega dela ne vidi kot iskanje resnice v osami, ampak stalno iskanje stikov z ljudmi, ki jih nujno potrebuje. Status potujočega režiserja je zanj pozitiven in osvežujoč. Loteva se svetovnih klasik, sodobne dramatike, dramatizacije proznih del in opernih del. Drži se univerzalnih tem, ker gledalcem noče pridigati o njihovih težavah. Zdi se mu, da se je vizija umaknila želji po spektakularnem posredovanju brez napak. Najbolj ceni Shakespearea in Kafko zaradi prelomnosti njunih del. Gledališče Pine Bausch ima za svoj absolutni vzor. Igralec se mu zdi pomembnejši od razkošne scenografije in drugih spremljevalnih učinkov.
Živi v Nemčiji. Stik s Poljsko, ki se je v njegovi odsotnosti spremenila, je po devetih letih življenja na tujem namreč izgubil in tam se počuti kot turist. V svoji domovini je tudi zelo malo režiral. V vsaki državi se občasno počuti kot tujec in s tem se je naučil živeti.

## Nagrade in priznanja
- 1996: Borštnikova nagrada za režijo (F. Kafka Amerika, SNG Maribor)
- 2003: Borštnikova nagrada za režijo (W. Shakespere Sen kresne noči, PDG Nova Gorica)
- 2016: nagrada Prešernovega sklada za režiji Kafkovega Gradu (SNG Maribor) in Cankarjevega Pohujšanja v dolini šenflorjanski (SNG Drama Ljubljana) (njegova prva režija slovenskega dramskega dela).[2]